# Ludność Żyrardowa

## LudnośćŻyrardowa
- 1939 - 28 000
- 1946 - 20 186 (spis powszechny)
- 1950 - 23 097 (spis powszechny)
- 1955 - 27 212
- 1960 - 29 552 (spis powszechny)
- 1961 - 30 300
- 1962 - 30 600
- 1963 - 30 900
- 1964 - 31 200
- 1965 - 31 430
- 1966 - 31 500
- 1967 - 32 600
- 1968 - 32 800
- 1969 - 32 800
- 1970 - 33 246 (spis powszechny)
- 1971 - 33 347
- 1972 - 33 500
- 1973 - 33 800
- 1974 - 34 472
- 1975 - 35 181
- 1976 - 35 400
- 1977 - 36 300
- 1978 - 36 100 (spis powszechny)
- 1979 - 36 700
- 1980 - 37 181
- 1981 - 37 701
- 1982 - 38 129
- 1983 - 38 386
- 1984 - 38 920
- 1985 - 40 074
- 1986 - 40 412
- 1987 - 40 864
- 1988 - 41 690 (spis powszechny)
- 1989 - 42 196
- 1990 - 42 683
- 1991 - 42 964
- 1992 - 43 499
- 1993 - 43 568
- 1994 - 43 546
- 1995 - 43 502
- 1996 - 43 541
- 1997 - 43 568
- 1998 - 43 620
- 1999 - 43 545
- 2000 - 43 656
- 2001 - 43 514
- 2002 - 41 548 (spis powszechny)
- 2003 - 41 554
- 2004 - 41 426
- 2005 - 41 233
- 2006 - 41 035
- 2007 - 41 053
- 2008 - 41 110
- 2009 - 41 143
- 2010 - 41 616
- 2011 - 41 526
- 2012 - 41 318
- 2013 - 41 096
- 2014 - 41 003
- 2015 - 40 652
- 2016 - 40 504
- 2017 - 40 243
- 2018 - 39 992
- 2023 - 38 594

## Powierzchnia Żyrardowa
- 1995 - 14,33 km²
- 2000 - 14,35 km²